# Nikola Stojić
Nikola Stojić (serbisch-kyrillisch Никола Стојић; * 15. Dezember 1974 in Belgrad) ist ein ehemaliger serbischer Ruderer, der viermal an Olympischen Spielen teilnahm. 2007 und 2013 war er Europameister im Zweier ohne Steuermann.

## Sportliche Karriere
Stojić begann 1986 mit dem Rudersport. 1992 belegte er im Zweier ohne Steuermann den fünften Platz bei den Junioren-Weltmeisterschaften. 1994 startete er im Vierer mit Steuermann beim Nations Cup, dem Vorläufer der U23-Weltmeisterschaften, und belegte dort den fünften Platz, im Jahr darauf gewann er den Titel. Bei den Weltmeisterschaften 1995 in der Erwachsenenklasse erreichte er mit dem Vierer mit Steuermann das A-Finale und belegte den sechsten Platz. 1996 erreichte Stojić mit dem gesteuerten Vierer den sechsten Platz sowohl beim Nations Cup als auch bei den Weltmeisterschaften.
Nach einem zehnten Platz im Doppelzweier bei den Weltmeisterschaften 1997 gewann Stojić bei den Weltmeisterschaften 1998 seine erste internationale Medaille im Erwachsenenbereich. Zusammen mit Đorđe Višacki im Zweier ohne Steuermann erkämpfte er die Bronzemedaille hinter den deutschen Detlef Kirchhoff und Robert Sens sowie den Australiern Drew Ginn und Mike McKay. 1999 versuchte sich Nikola Stojić im Einer, belegte aber lediglich den 13. Platz bei den Weltmeisterschaften. 2000 ruderte er wieder zusammen mit Đorđe Višacki im Zweier. Die beiden gewannen beim Ruder-Weltcup in München, bei den Olympischen Spielen in Sydney belegten sie den fünften Platz.
Bei den Weltmeisterschaften 2001 gewannen im Zweier ohne Steuermann die Briten James Cracknell und Matthew Pinsent vor Stojić und Višacki. Ein Jahr später belegten die beiden den fünften Platz bei den Weltmeisterschaften in Sevilla. 2003 ruderte Nikola Stojić mit seinem neuen Partner Mladen Stegić auf den achten Platz bei den Weltmeisterschaften. Bei den Olympischen Spielen 2004 in Athen erreichten die beiden den fünften Platz.
In der Saison 2005 startete Stojić wie 1999 im Einer, bei den Weltmeisterschaften belegte er den zehnten Platz. 2006 siegte Stojić mit Goran Jagar beim Weltcup in München und erreichte in Posen den zweiten Platz. Bei den Weltmeisterschaften in Eton startete Stojić in zwei Bootsklassen: im Zweier ohne Steuermann belegte er zusammen mit Jagar den elften Platz, im nichtolympischen Zweier mit Steuermann gewann er den Titel zusammen mit Jovan Popović und Steuermann Ivan Ninković. Auch bei den Weltmeisterschaften 2007 trat Stojić in zwei Bootsklassen an: Zusammen mit Jagar erreichte er den sechsten Platz im ungesteuerten Zweier, im nichtolympischen Vierer mit Steuermann gewannen Marko Marjanović, Jovan Popović, Goran Jagar, Nikola Stojić und Steuermann Saša Mimić die Silbermedaille hinter dem US-Vierer. Drei Wochen nach den Weltmeisterschaften in München fanden in Posen die Europameisterschaften statt, Stojić und Jagar gewannen den Titel.
Im Jahr darauf nahmen Stojić und Jagar an den Olympischen Spielen 2008 in Peking teil und erreichten den siebten Platz. Zum Saisonende gewannen die beiden Serben die Silbermedaille bei den Europameisterschaften hinter dem griechischen Zweier. 2009 belegten Stojić und Jagar den achten Platz bei den Weltmeisterschaften, bei den Europameisterschaften gewannen sie wie im Vorjahr Silber hinter dem, allerdings umbesetzten, griechischen Zweier. 2010 siegte bei den Europameisterschaften erneut ein griechisches Boot mit erneut anderer Besatzung, dahinter gewann der italienische Zweier Silber und Marko Marjanović und
Nikola Stojić erhielten die Bronzemedaille. Bei den Weltmeisterschaften 2010 erreichten Marjanović und Stojić den zehnten Platz. 2011 belegte Stojić bei den Weltmeisterschaften 2011 wieder den zehnten Platz, diesmal zusammen mit Jovan Popović. Bei den Europameisterschaften gewannen die beiden Serben Bronze hinter den Griechen und den Italienern.
2012 in London nahm Nikola Stojić zum vierten Mal an Olympischen Spielen teil, zusammen mit Nenad Beđik erreichte er das B-Finale, zu dem die beiden Serben allerdings nicht antraten. Bei den Europameisterschaften gewannen die beiden die Bronzemedaille hinter den Niederländern und dem spanischen Boot. Zu Beginn der Saison 2013 gewannen Beđik und Stojić den Titel bei den Europameisterschaften in Sevilla vor den Polen und den Niederländern. Bei den Weltmeisterschaften 2013 erreichten die beiden den neunten Platz. Ein Jahr später erreichte Stojić auch bei den Weltmeisterschaften 2014 den neunten Platz, allerdings im Vierer ohne Steuermann. In dieser Bootsklasse versuchte Stojić 2015 die Qualifikation für die Olympischen Spiele 2016, der 14. Rang bei den Weltmeisterschaften 2015 reichte allerdings nicht aus. Beim Ruder-Weltcup 2016 in Varese trat er noch einmal an, danach endete seine zwanzigjährige Leistungssport-Karriere.
Der 1,98 m große Nikola Stojić ruderte für Roter Stern Belgrad und für Partizan Belgrad.